# Charles Gravier de Vergennes
Charles Gravier, hrabě de Vergennes (francouzsky Charles Gravier, comte de Vergennes et de Toulongeon, baron d'Uchon et de Saint-Eugène, seigneur de Bourdeaux) (29. prosince 1719 Dijon – 13. února 1787 Versailles) byl francouzský šlechtic a diplomat 18. století. Od mládí působil v diplomatických službách, proslul jako dlouholetý velvyslanec v Turecku (1755–1768). Později byl ministrem zahraničí (1774–1787) a od roku 1781 i prvním ministrem. Celoživotně usiloval o udržení velmocenského postavení Francie především ve vztahu k Velké Británii. Byl iniciátorem významné francouzské podpory americké války za nezávislost, která však znamenala značné navýšení francouzského státního dluhu těsně před francouzskou revolucí.

## Životopis

Charles Gravier, hrabě de Vergennes (1774, sbírky Kongresové knihovny, USA)

Pocházel z podnikatelské rodiny připomínané od 16. století a později povýšené do šlechtického stavu. Narodil se jako mladší syn Charlese Graviera de Vergennes (1693–1745), který působil jako státní úředník v Dijonu. Zde také Charles získal vzdělání u jezuitů a v roce 1739 doprovázel svého vzdáleného příbuzného hraběte de Toulongeon na diplomatické misi do Lisabonu. Jejich úkolem bylo zabránit vstupu Portugalska do války o rakouské dědictví po boku Velké Británie. V letech 1743–1745 pobýval s Toulongeonem v Mnichově u dvora císaře Karla VII. a poté se oba vrátili do Portugalska. V roce 1750 byl Vergennes jmenován velvyslancem u trevírského kurfiřta a ve spolupráci s britským ministrem zahraničí vévodou Newcastlem posílil francouzský vliv v Německu. V roce 1752 byl jmenován vyslancem u Jiřího II. (nikoli jako britského krále, ale hannoverského kurfiřta) a vynikl jako účastník tzv. hannoverského kongresu v roce 1752. V letech 1753–1755 působil znovu v Trevíru a v roce 1755 byl zvažován jako kandidát na post vyslance v Bavorsku.
Významnou etapou Vergennesovy kariéry bylo dlouholeté působení v Istanbulu, kam byl vyslán nejprve s titulem zplnomocněného ministra, později byl jmenován stálým velvyslancem a v Turecku strávil třináct let (1755–1768). Francie a Turecko byli tradičními politickými spojenci a obchodními partnery, k ochlazení vztahů ale došlo po uzavření francouzsko-rakouského paktu před sedmiletou válkou (Versailleská smlouva 1756). Vergennes několik následujících let musel přesvědčovat Vysokou portu, že spojenectví s tradičním tureckým nepřítelem není namířeno proti Osmanské říši. Později byl neúspěšný v pokusu získat tureckou podporu pro francouzského kandidáta ve volbě polského krále. Nakonec se dostal do sporu s pojetím zahraniční politiky ministra Choiseula a z Istanbulu byl odvolán. Oficiálním důvodem pro rezignaci byl sňatek s Anne Duvivierovou (1730–1798), který uzavřel bez souhlasu krále (v případě velvyslanců byl královský souhlas podmínkou).
Po odvolání Choiseula se v roce 1770 vrátil do diplomatických služeb a byl jmenován velvyslancem ve Švédsku, kde měl finančně i diplomaticky podpořit frakci klobouků. Státní převrat Gustava III. a přechod Švédska k absolutismu patřily k velkým triumfům francouzské diplomacie.

### Ministr zahraničí

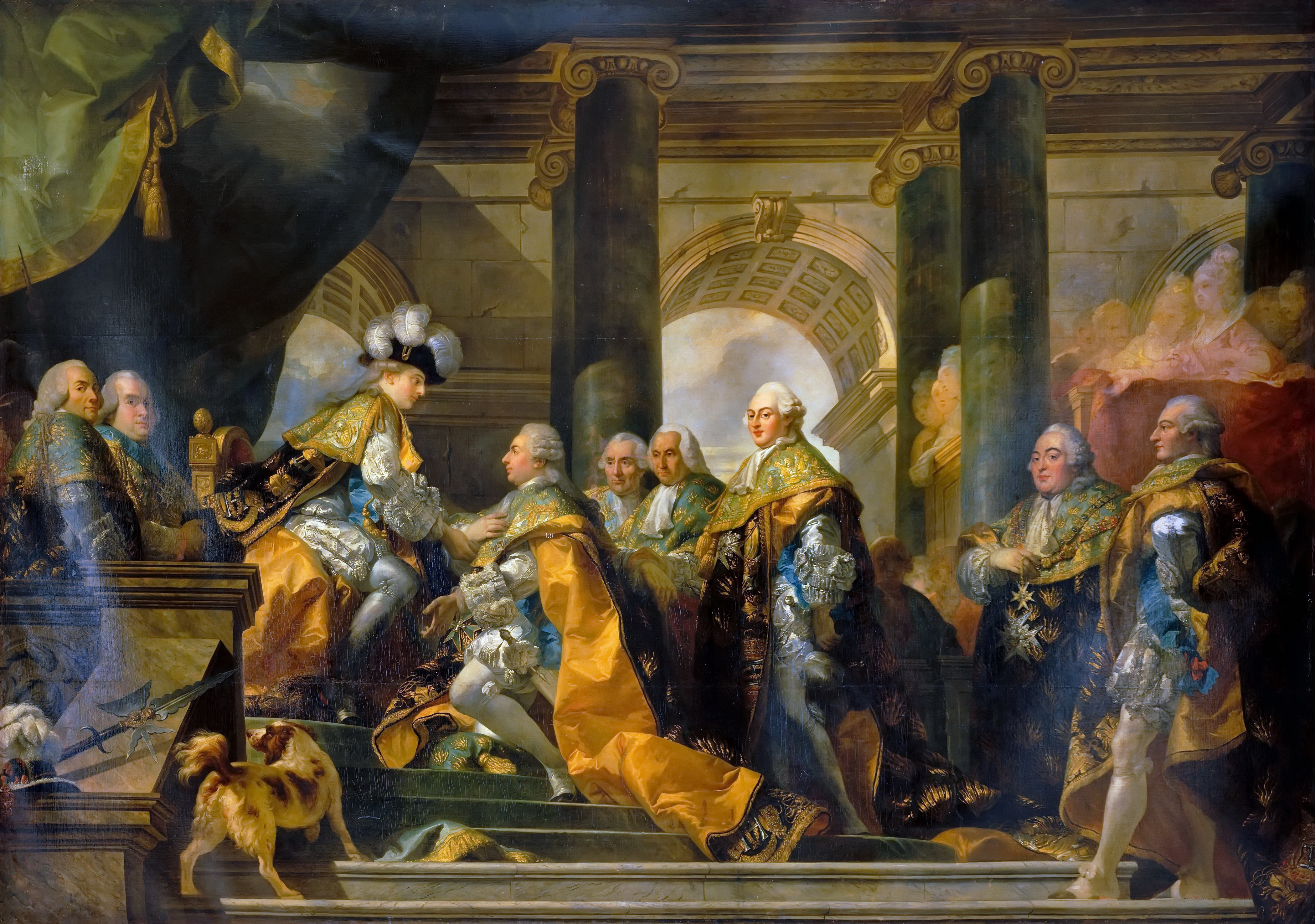
Hrabě de Vergennes přebírá Řád sv. Ducha od Ludvíka XVI. (sbírky Muzea ve Versailles)

Po nástupu Ludvíka XVI. ukončil diplomatickou misi ve Švédsku a byl jmenován francouzským ministrem zahraničí (1774). Po odvolání předchozího zahraničního ministra vévody d'Aiguillon a do Vergennesova příjezdu do Francie zastával funkci provizorně v červnu a červenci 1774 hrabě de Bourdeville. Téhož roku byl dekorován Řádem sv. Ducha, později zastával také čestnou funkci pokladníka královských řádů. V listopadu 1781 po úmrtí hraběte Maurepase převzal i funkci prvního ministra. Sám přiznával, že po 35 letech mimo Francii ztratil přehled o domácích poměrech a u dvora mu posměšně přezdívali cizinec. Podle jiných názorů naopak dlouholetým působením na různých diplomatických misích dokázal na zahraniční politiku nahlížet v širším kontextu. Jeho zájmem bylo eliminovat vliv Velké Británie a Ruska v Evropě. Proto také Francie finančně a vojensky podpořila americkou válku za nezávislost. I když byla podpora amerických kolonistů ve Francii velmi populární, znamenala také obrovskou finanční zátěž a razantní navýšení státního dluhu. Pro boj proti Velké Británii získal Vergennes také Španělsko, společnou námořní invazi na britské ostrovy se ale nepodařilo realizovat.
V roce 1779 byl také prostředníkem jednání mezi Rakouskem a Pruskem za války o bavorské dědictví. Hrozba celoevropského konfliktu s případnou nutností zapojit francouzské jednotky na základě Versailleské smlouvy přispěla k urychlenému mírovému jednání. Mír mezi Pruskem a Rakouskem byl uzavřen v květnu 1779 (Těšínský mír) a jeho garantem se stala Francie. I když byl Vergennes úspěšný ve své strategii izolovat Velkou Británii, v námořních bojích nebyla Francie příliš úspěšná a potvrdila se dominance Royal Navy v celosvětovém měřítku. S ohledem na vojenskou a finanční podporu amerických kolonistů vnímal jako zradu uzavření separátního míru mezi USA a Velkou Británií v roce 1782 a následně byl donucen k samostatnému jednání (Pařížský mír 1783). Situace Francie se v mezinárodním měřítku rapidně zhoršovala i v následujících letech. Hrabě Vergennes zemřel ve Versailles v únoru 1787 krátce před svoláním několikrát odloženého Shromáždění notáblů.

## Rodina

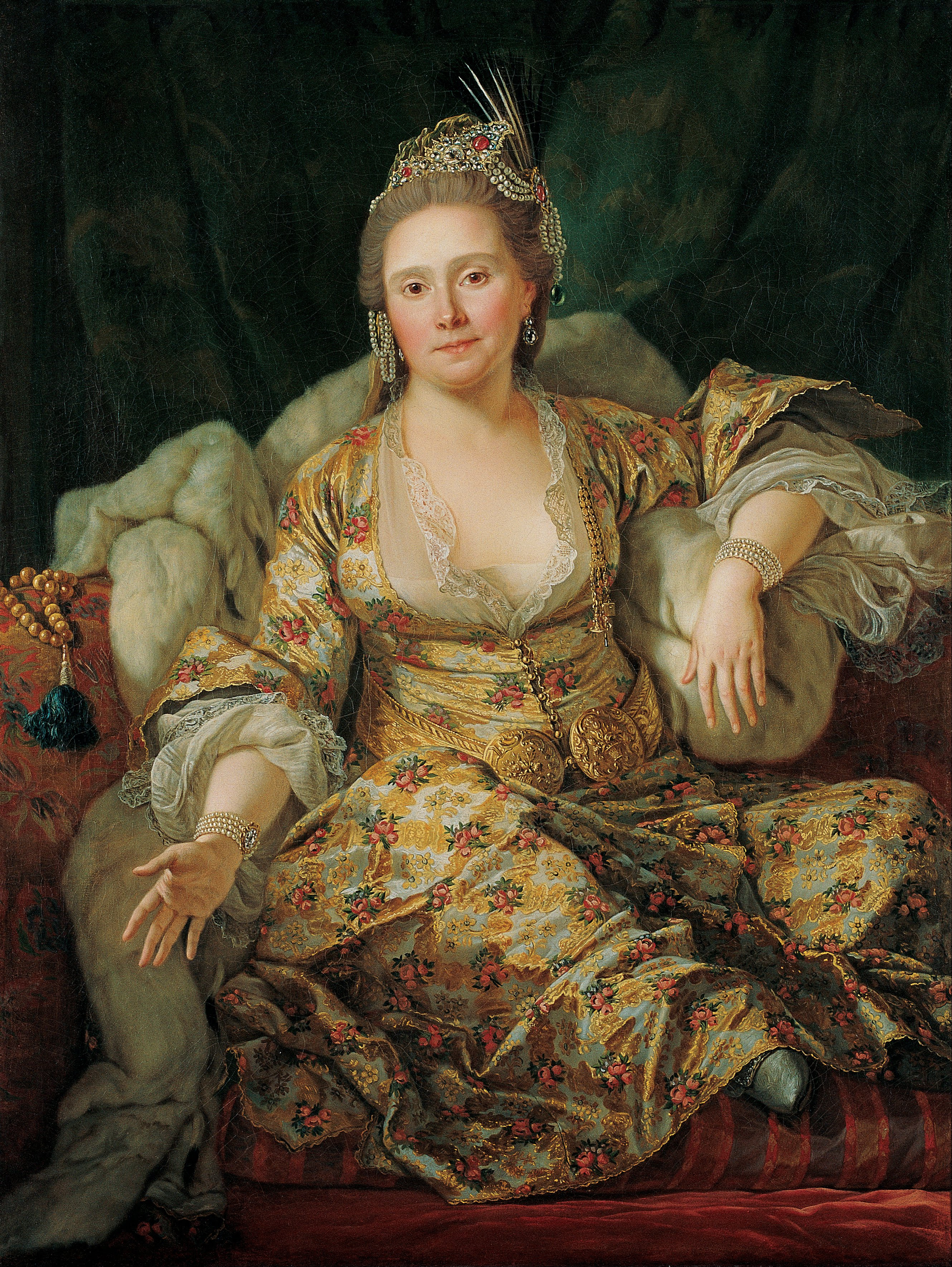
Charlesova manželka Anne Duvivier, hraběnka de Vergennes (1730–1798), portrét v orientálním oděvu, olej na plátně (Antoine de Favray, sbírky Pera Müzesi v Istanbulu)

Z manželství s Anne Duvivier měl dva syny, kteří se však narodili jako nelegitimní ještě před uzavřením sňatku. Starší syn Constantin Gravier de Vergennes (1762–1831) sloužil v armádě a v letech 1787–1789 byl vyslancem v Trevíru. Za francouzské revoluce vystupoval jako nekompromisní roajalista a přijal důstojnickou hodnost v armádě knížete de Condé. Za vlády Napoleona I. mu byl umožněn návrat do Francie, nedosáhl ale navrácení rodového majetku. Byl nositelem Řádu sv. Ludvíka a Čestné legie, po restauraci Bourbonů byl povýšen do hodnosti generálmajora (maréchal de camp 1814). Až v době červencové monarchie mu byla přiznána vysoká státní penze. Mladší syn Louis Charles Gravier, vikomt de Vergennes (1765–1821) byl v armádě důstojníkem pěchoty a spolu s bratrem finančně podporoval francouzskou emigraci v době revoluce.
V Paříži byl jeho sídlem palác Petit hôtel de Mesmes, kde během mírových jednání v roce 1783 přijal Benjamina Franklina.
Na jeho počest bylo pojmenováno město Vergennes ve státě Vermont v USA.
Jako významná historická osobnost se dostal do řady uměleckých děl. Patří například k důležitým postavám Feuchtwangerova románu Lišky na vinici.
Jeho starší bratr Jean Gravier de Vergennes (1718–1794) působil v diplomacii a v letech 1775–1789 byl vyslancem v několika evropských zemích. Za francouzské revoluce byl popraven.